# Voznessenski (Stàvropol)
|  | Per a altres significats, vegeu «Voznessenski». |

Voznessenski (en rus: Вознесенский) és un poble (un khútor) del krai de Stàvropol, a Rússia, que en el cens del 2010 tenia 126 habitants. Pertany al districte rural de Petrovski.